# Nowoje wremja

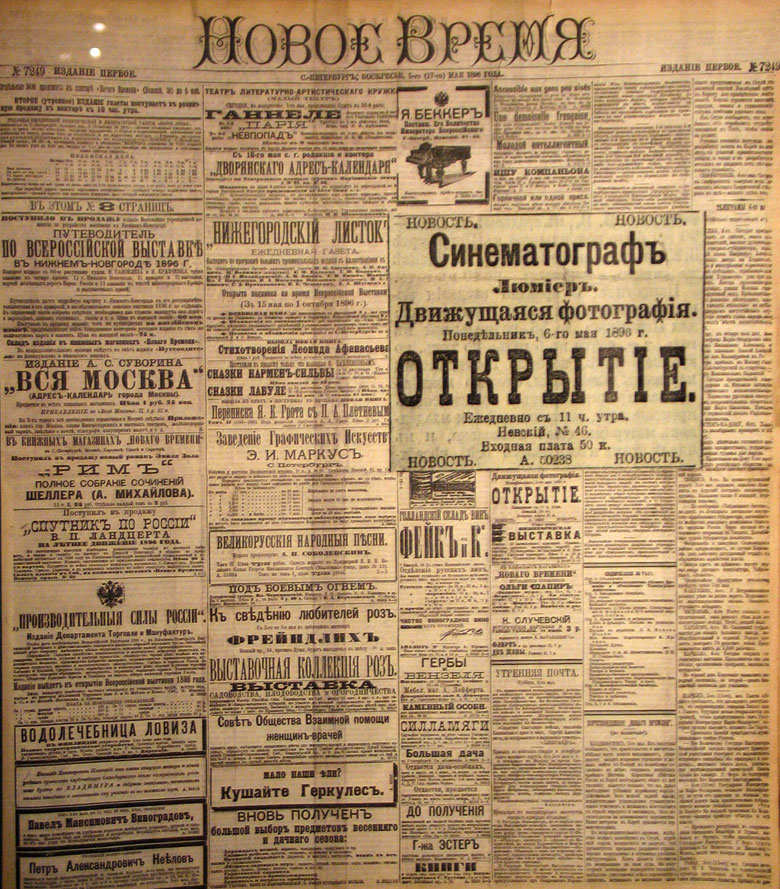
Nowoje wremja – Die Neue Zeit
vom 5. Mai 1896

Die Nowoje wremja (russisch Новое время ‚Die Neue Zeit‘) war eine politische und literarische Tageszeitung, die von 1868 bis zum 8. November 1917 in Sankt Petersburg in russischer Sprache erschien.
Die Zeitung kam fünfmal wöchentlich, ab 1870 täglich und ab 1881 als Morgen- und Abendblatt heraus. Ab 1891 gab es wöchentlich eine illustrierte Beilage.

## Überblick
Vor 1876 galt das Blatt als liberal, danach als zunehmend konservativ – besonders nach der Revolution von 1905.
Verleger waren
- 1868–1872 Adam Kirkor
- 1872–1873 Fjodor Ustrjalow
- 1873–1874 Ossip Notowitsch
- 1874–1876 Konstantin Trubnikow
- 1876–1912 Alexei Suworin
- 1912–1917 das sogenannte Kollegium „Suworin“

Am 21. April 1872 wurde die russische Ausgabe des Kapitals von Karl Marx besprochen. Ab 1876, also nachdem Suworin die Zeitung übernommen hatte, verlor Die Neue Zeit nach und nach ihren liberalen Charakter. Einerseits wurden in dieser großen Zeitung europäischen Stils Nachrichten aus dem Ausland verbreitet, Unternehmen aus verschiedenen Bereichen der Wirtschaft und auch bekannte Persönlichkeiten vorgestellt, aber andererseits war schließlich das Blatt bei den Liberalen als serviles, skrupelloses Sprachrohr der Reaktion verschrien und ihre Macher abschätzig als Neuzeitler (russisch нововременцы nowowremenzy) abgetan worden. 1894 rundeten antisemitische Äußerungen zu Berichten über die Dreyfus-Affäre das negative Bild ab. Wiktor Burenin, seit 1876 in der Redaktion Speerspitze auch in solche Richtung, wurde zwar unter anderen von Iwan Gontscharow und Nikolai Leskow als Zyniker abgelehnt, konnte sich allerdings auf weite Leserkreise berufen.
Suworin war es gewesen, der den aufstrebenden Anton Tschechow in den 1890er Jahren gefördert hatte. 1901–1917 war Michail Menschikow einer der führenden Publizisten.
Einen Tag nach der Oktoberrevolution stellten die Bolschewiken die Verbreitung der Neuen Zeit ein.
1920–1930 führte Suworins Sohn Michael das Blatt in Belgrad weiter.